# Macaranga alnifolia
Macaranga alnifolia är en törelväxtart som beskrevs av John Gilbert Baker. Macaranga alnifolia ingår i släktet Macaranga och familjen törelväxter. Inga underarter finns listade i Catalogue of Life.